# Collection Khalili du Hajj et des arts du pèlerinage
La Collection Khalili du Hajj et des arts du pèlerinage est une collection privée d’environ 5 000 objets liés au Hajj, le pèlerinage vers la ville sainte de La Mecque, qui constitue un devoir religieux en Islam. Elle fait partie des huit collections constituées, conservées, publiées et exposées par le professeur Nasser David Khalili, collectionneur, philanthrope et érudit d’origine irano-britannique, et dont chacune de ces collections est considérée comme l’une des plus importantes dans son domaine.
Une partie de la collection a été exposée au British Museum en 2012, et des objets ont été prêtés pour des expositions dans d’autres pays. Elle fait l’objet d’une synthèse publiée en un volume en 2022,.
Aux côtés du musée du palais de Topkapı, elle a été décrite comme « le plus grand et le plus important ensemble d’objets liés à l’histoire culturelle du Hajj ».

## Contexte: le pèlerinage du Hajj
Le Hajj (arabe : حَجّ) est un pèlerinage islamique annuel vers la ville sainte de La Mecque en Arabie saoudite. la ville la plus sainte de l’islam pour les musulmans. Le Hajj est un devoir religieux obligatoire (Fard) que tout musulman adulte doit accomplir au moins une fois dans sa vie, s’il en a la capacité physique et financière, et s’il peut subvenir aux besoins de sa famille durant son absence,,.
Le Hajj est l’un des cinq piliers de l’islam, aux côtés de la shahada (profession de foi), de la salat (prière), de la zakat (aumône) et du sawm (jeûne). Le Hajj manifeste la solidarité du peuple musulman et sa soumission à Dieu (Allah),. Le mot Hajj signifie « entreprendre un voyage », impliquant à la fois l’acte extérieur du déplacement et l’intention intérieure.
Au centre de la mosquée Masjid al-Haram à La Mecque se trouve la Kaaba, un édifice cubique connu en islam comme étant la Maison de Dieu,. Le revêtement en tissu de la Kaaba est appelé la kiswah et est remplacé chaque année.
Le Hajj comprend plusieurs rituels distincts, parmi lesquels le tawaf (circumambulation sept fois dans le sens inverse des aiguilles d’une montre autour de la Kaaba), le wuquf (vigile sur le mont Arafat, où Mahomet aurait prononcé son dernier sermon), et le ramy al-jamarāt (le lancer de pierres sur les stèles symbolisant le Diable),.

## Aperçu de la collection
Le collectionneur britannico-iranien Nasser Khalili a assemblé, conservé, publié et exposé huit collections d’art, dont la plus grande collection privée d’art islamique,.
Patricia Scotland, secrétaire générale du Commonwealth, a décrit la collection de Khalili comme, aux côtés du musée du palais de Topkapı à Istanbul, « le plus grand et le plus important ensemble d’objets liés à l’histoire culturelle du Hajj ».
La baronne Amos, directrice de la School of Oriental and African Studies (SOAS) de l’Université de Londres, l’a qualifiée de « plus grande collection d’objets liés à La Mecque et au Hajj ».
Les objets de la collection s’échelonnent du VIIIe au XXe siècle, et proviennent aussi bien du Maghreb central, à l’ouest, que de la Chine, à l’est.
En 2022, l’éditeur Assouline a publié un volume de 408 pages documentant les 5 000 objets de la collection, rédigé par Qaisra M. Khan, l’une des conservatrices,.
La collection du Hajj fait également l’objet d’une série de dix volumes parus en 2022,.
Les 300 textiles de la collection comprennent des rideaux brodés provenant de la Kaaba, de la station d'Abraham, de la mosquée du Prophète Muhammad et d’autres lieux saints, ainsi que des textiles ayant fait partie des caravanes de pèlerins venant d’Égypte ou de Syrie. Elle comprend également des manuscrits enluminés illustrant les pratiques et les traditions du Hajj, ainsi que des photographies, des œuvres d’art et des objets commémoratifs liés au Hajj et aux lieux saints de La Mecque et de Médine.

## Objets de la collection

### Textiles
La collection comprend plus de 300 textiles réalisés pour des lieux saints. Outre les textiles eux-mêmes, la collection contient des archives, notamment des registres et des photographies provenant des ateliers du Caire où sont fabriqués les textiles destinés à La Mecque et à Médine.
Un mahmal (en) est une litière sans passager, généralement portée par un chameau au sein d’une caravane de pèlerins. Ces litières portaient le nom du souverain de l’Empire ottoman, symbolisant sa protection des lieux saints. La collection possède sept housses de mahmal provenant de caravanes parties d’Égypte ou de Syrie ; la plus ancienne a été réalisée à Istanbul au XVIIe siècle à la demande de Mehmed IV. Haute de 355 cm, elle est en soie brodée de fils d’argent et d’argent doré,. La housse de mahmal la plus récente, datant de la fin du XIXe siècle, porte le nom d’Abdülhamid II.
D’autres textiles comprennent les tentures utilisées pour recouvrir la Kaaba, la mosquée du Prophète à Médine ou le tombeau du Prophète. Certains servaient de sacs pour la clé de la Kaaba. Le revêtement de la Kaaba, remplacé chaque année, est appelé kiswa, et le rideau orné qui couvre sa porte est une sitarah (rideau), également appelée burdah ou burquʿ. Une sitarah pour la Kaaba, haute de 499 cm, date de 1606. Fabriquée au Caire, elle fut commandée par Ahmed Ier,. D’autres, brodées de versets coraniques, furent commandées par Abdülmecid Ier, et Mahmud II. La porte intérieure de la Kaaba, le bab al-tawbah, possède également son propre revêtement textile, fabriqué de manière similaire au Caire et remplacé chaque année. La collection en conserve des exemples datant du XIXe et du début du XXe siècle,.
La Mosquée du Prophète abrite le tombeau de Mohamet, et entre ce tombeau et le minbar, se trouve le Rawḍah ash-Sharīfah (Jardin Noble), recouvert d’un tapis vert. Des sitarahs couvrent le minbar et certaines portes intérieures de la mosquée, la grille métallique autour du tombeau et les portes du Rawḍah. La collection comprend plusieurs de ces sitarahs datant du XVIIIe siècle et des périodes suivantes. Une sitarah en soie rouge, haute de 280 cm, fut confectionnée à Istanbul au début du XIXe siècle. Elle porte le cartouche de Mahmud II, qui la fit réaliser pour le Rawḍah,. Une section de rideau pour le tombeau, fabriquée à Istanbul au XVIIIe siècle, présente des inscriptions calligraphiées en fil de soie argenté sur un fond rouge foncé,. Il s’agit de l’un des huit fragments conservés d’un même textile ; un autre est conservé dans la collection du palais de Topkapı à Istanbul,.
Le Maqam Ibrahim est une petite pierre carrée dans la mosquée Masjid al-Haram qui, selon la tradition islamique, porte l’empreinte du pied d’Abraham. Elle était autrefois abritée dans une structure recouverte d’une kiswah, également fabriqué au Caire et remplacé chaque année, comme pour la Kaaba. La collection conserve une section de l’une de ces kiswahs de la fin du XIXe siècle, haute de 200 cm, en soie noire brodée de fils d’or et d’argent.
Des chemises talismaniques en coton sont couvertes d’inscriptions à l’encre — prières, versets du Coran et représentations schématiques des sanctuaires de La Mecque et de Médine — semblables à celles que l’on retrouve sur les certificats de pèlerinage ou les manuscrits enluminés,. L’un des exemplaires de la collection date du XVIe ou du début du XVIIe siècle et un autre de la fin du XVIIe ou du XVIIIe siècle. D'autres, provenant de l’Empire ottoman aux XVIe et XVIIe siècles, sont calligraphiées avec de nombreux noms d’Allah en couleurs vives, afin de protéger celui qui les portait,.

### Manuscrits et miniatures
La collection comprend un folio provenant d’un manuscrit du XVIe siècle du Shahnameh (Livre des Rois) de Ferdowsi, représentant Alexandre le Grand agenouillé en prière à la Kaaba parmi d'autres pèlerins,. Il est souvent représenté, dans la tradition islamique, comme ayant accompli le Hajj,.
L’Anis al-Hujjaj (en) (Le Compagnon du pèlerin) est un récit du XVIIe siècle décrivant un Hajj entrepris en 1677 par Safi ibn Vali, un fonctionnaire de la cour moghole. Ce document prodigue des conseils aux pèlerins pour le voyage. Outre des schémas des itinéraires et des lieux du Hajj, les illustrations représentent avec vivacité les pèlerins en déplacement, vivant en communauté dans des camps et accomplissant les rites du pèlerinage. La collection Khalili possède un exemplaire, que l’on pense provenir du Gujarat, composé de 23 feuillets, dont neuf demi-pages et onze pages entières illustrées. Un autre guide illustré destiné aux pèlerins est le Futuh al-Haramayn (en) de Muhi al-Din Lari (en) ; la collection conserve des exemplaires datant de La Mecque au XVIe siècle ainsi que de l’Inde de la fin du XVIIIe ou du XIXe siècle,.
Bien qu’il soit rare que des exemplaires du Coran contiennent des représentations des lieux saints de La Mecque et de Médine, la collection comprend des exemplaires de la fin du XVIIIe siècle qui en présentent,,. Le Dala'il al-Khayrat (en) de Mohammed Ben Slimane al-Jazouli est un ouvrage de prières très populaire. La collection en conserve plusieurs exemplaires, richement enluminés avec des diagrammes représentant les lieux saints,,,,. Un exemplaire datant de la fin du XVIIIe ou du début du XIXe siècle est vraisemblablement à l’origine d’une paire de feuillets séparés représentant les sanctuaires de La Mecque et de Médine,.
Un autre manuscrit enluminé, composé de 35 feuillets, présente l’arbre généalogique du prophète Mohammed, accompagné de textes supplémentaires sur sa vie et ses compagnons. Il date du XIVe siècle et provient probablement du Moyen-Orient, peut-être de Syrie. Un rouleau de pèlerinage du XVIe siècle, originaire de la région du Hedjaz, consigne les rites accomplis par un pèlerin anonyme, accompagnés de schémas représentant le tombeau du Prophète et d’autres lieux visités.

### Illustrations
Une vue panoramique de La Mecque datant d’environ 1845 constitue la première représentation précise connue des environs de la Masjid al-Haram. Le peintre, Muhammad ‘Abdallah de Delhi, était le petit-fils de Mazar ‘Ali Khan, artiste de cour de Bahâdur II, le dernier empereur moghol,. Une représentation antérieure, largement inexacte, de La Mecque et de Médine figure dans un album de dessins architecturaux réalisé en 1727 par l’architecte autrichien Johann Bernhard Fischer von Erlach. Une planche détachée, soigneusement colorée à la main, tirée d’une édition de 1825 de la traduction anglaise du Coran par George Sale, offre un plan et une vue du sanctuaire sacré de La Mecque.

### Photographies
La collection comprend un ensemble des premières photographies connues de La Mecque et du Hajj, prises par Muhammad Sadiq, un photographe né en Égypte, également trésorier de la caravane égyptienne du Hajj. En 1880 et 1881, Muhammad Sadiq utilisa la photographie sur plaque de verre pour immortaliser la Kaaba ainsi que d'autres lieux saints à La Mecque, Médine, au mont Arafat et à Mina,,.
Parmi les autres photographes présents dans la collection figurent Christiaan Snouck Hurgronje, le premier Européen à photographier La Mecque et al-Sayyid ʻAbd al-Ghaffār, un médecin mecquois qui fut le premier habitant local à photographier la Grande Mosquée,.
Safouh Izzat Naamani (1926–2015) fut le premier à photographier La Mecque depuis les airs, et la collection conserve une photographie aérienne de 1966 montrant la couverture, alors récente, des collines de Safâ et Marwa, entre lesquelles les pèlerins effectuent leur procession,.
L’art inspiré par le Hajj s’est poursuivi au XXIᵉ siècle. L’une des œuvres emblématiques est la série de gravures en photogravure de l’artiste Ahmad Mater, intitulée Magnetism I–IV. Utilisant de la limaille de fer et des aimants, Mater a créé une scène centrée sur un cube noir, évoquant visuellement les pèlerins tournant autour de la Kaaba,.

### Numismatique
Les pièces de la collection s’étendent de la période abbasside du VIIᵉ siècle jusqu’à l’époque moderne.
Beaucoup ont été frappées à La Mecque.
La plus ancienne est un dinar en or datant de 105 AH (723–724 apr. J.-C.), frappé dans « la mine du Commandeur des Croyants, dans le Hedjaz ».

### Autres objets
D'autres types d’objets de la collection étaient utilisés pendant le pèlerinage, représentent les lieux saints ou célèbrent le Hajj d'une autre manière. On y trouve des gourdes portées par les pèlerins, ainsi que des certificats de Hajj. La collection comprend également des instruments scientifiques, notamment des boussoles de qibla (destinées à indiquer la direction de La Mecque), ornées de représentations de la Kaaba,. On y trouve aussi des hilyes (œuvres calligraphiques décrivant les attributs du prophète Mohammed) provenant de l’Empire ottoman,,. Après l’indépendance en 1947, la Banque d'État du Pakistan a émis des billets spécialement pour le Hajj. Ceux-ci facilitaient la conversion de devises pour les pèlerins et permettaient aux banques un meilleur contrôle de la monnaie. La collection conserve des exemples provenant du Pakistan et de l’Inde,.

## Activités

### Publications

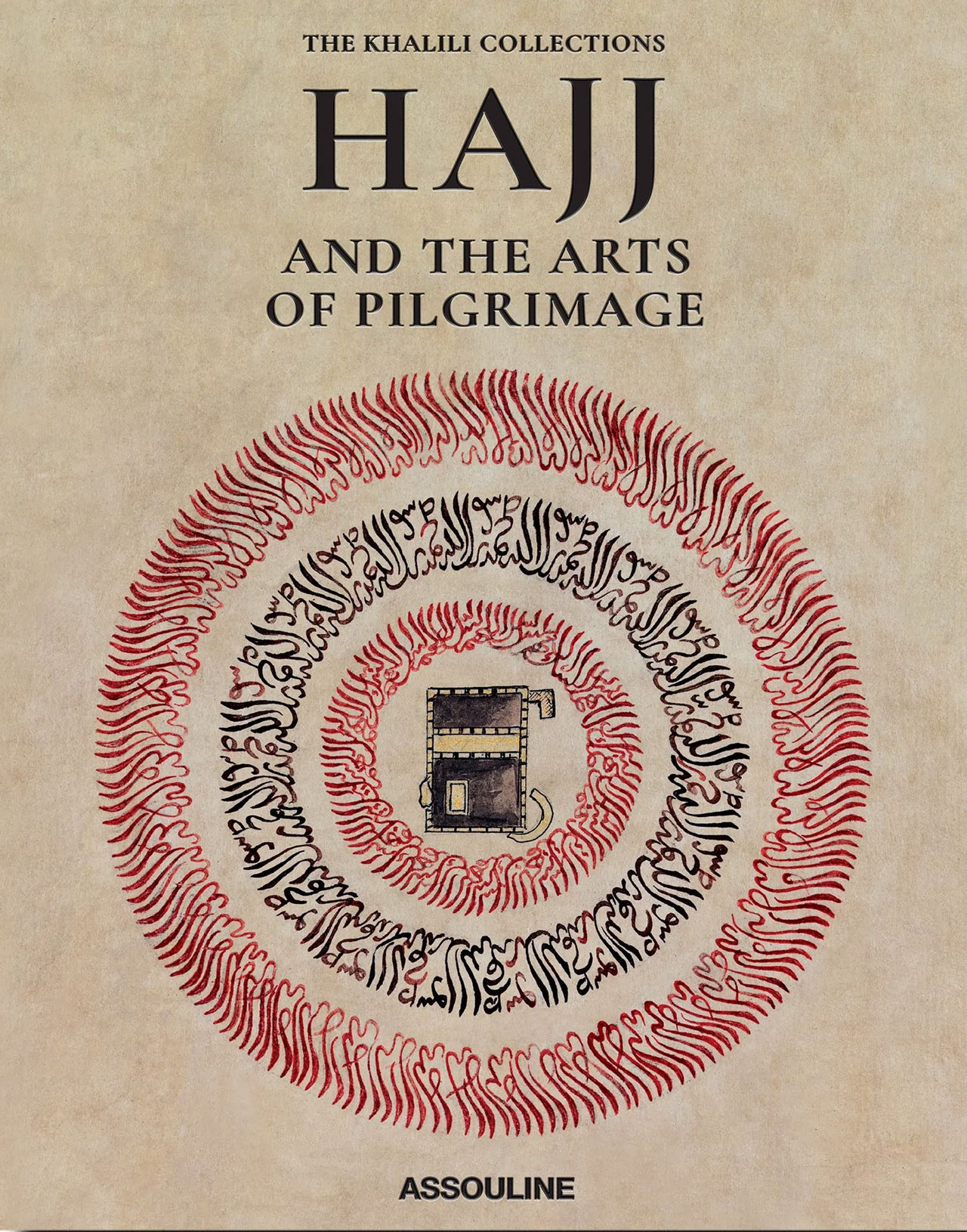
Couverture du livre publié en 2022.

Un ouvrage de synthèse en un seul volume sur la collection, rédigé par Qasira Khan et illustré de 300 images, a été publié en 2022 par Assouline Publishing,. Un catalogue en onze volumes est prévu pour une publication ultérieure.

### Expositions
La collection n’est pas exposée en permanence au public, mais elle a constitué le principal prêteur d’objets pour une exposition consacrée au Hajj organisée en 2012 au British Museum. Des objets ont ensuite été prêtés à des expositions dans d’autres pays.

### Numérisation
En 2021, une douzaine d’objets de la collection ont été numérisés par Google Arts & Culture, produisant des images gigapixel. Ces images ont été combinées avec celles de la collection pour créer une exposition en ligne permettant aux visiteurs de zoomer sur des détails extrêmement fins.

## Galerie

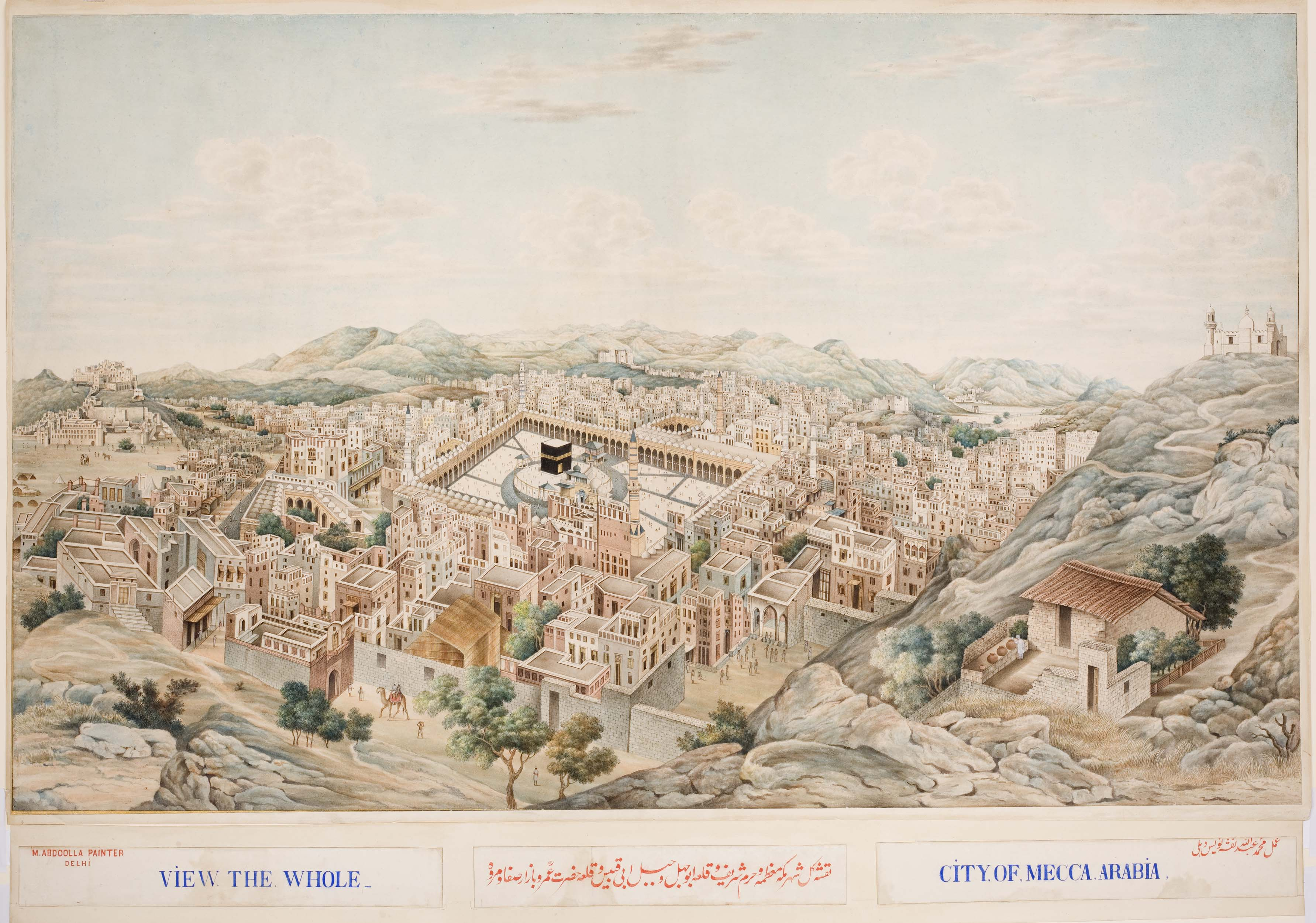
Vue panoramique de La Mecque, 1845, peinte par Muhammad ‘Abdallah, le cartographe de Delhi.
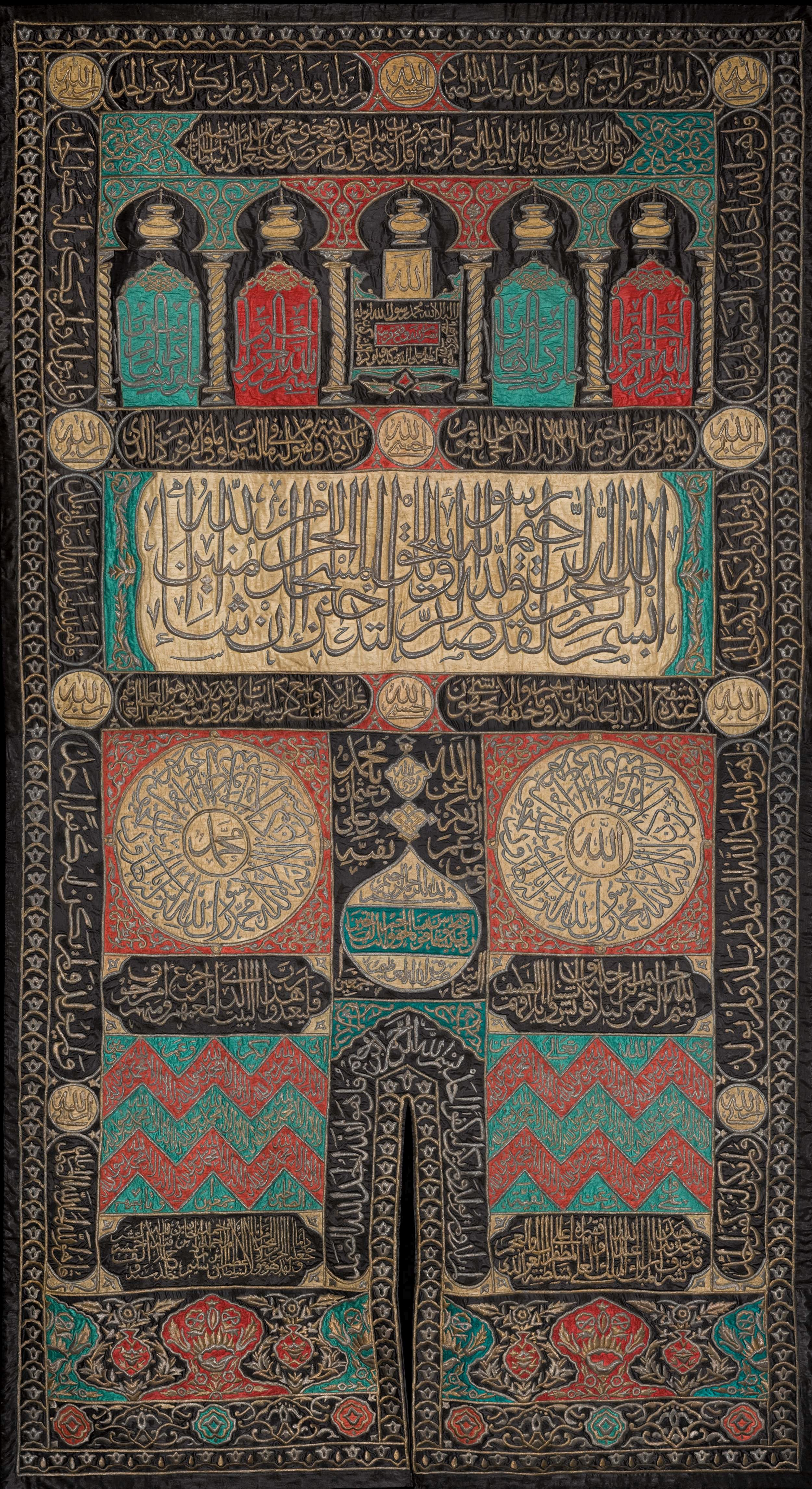
Rideau pour la porte de la Kaaba, Le Caire, Égypte, 1015 H (1606 apr. J.-C.).
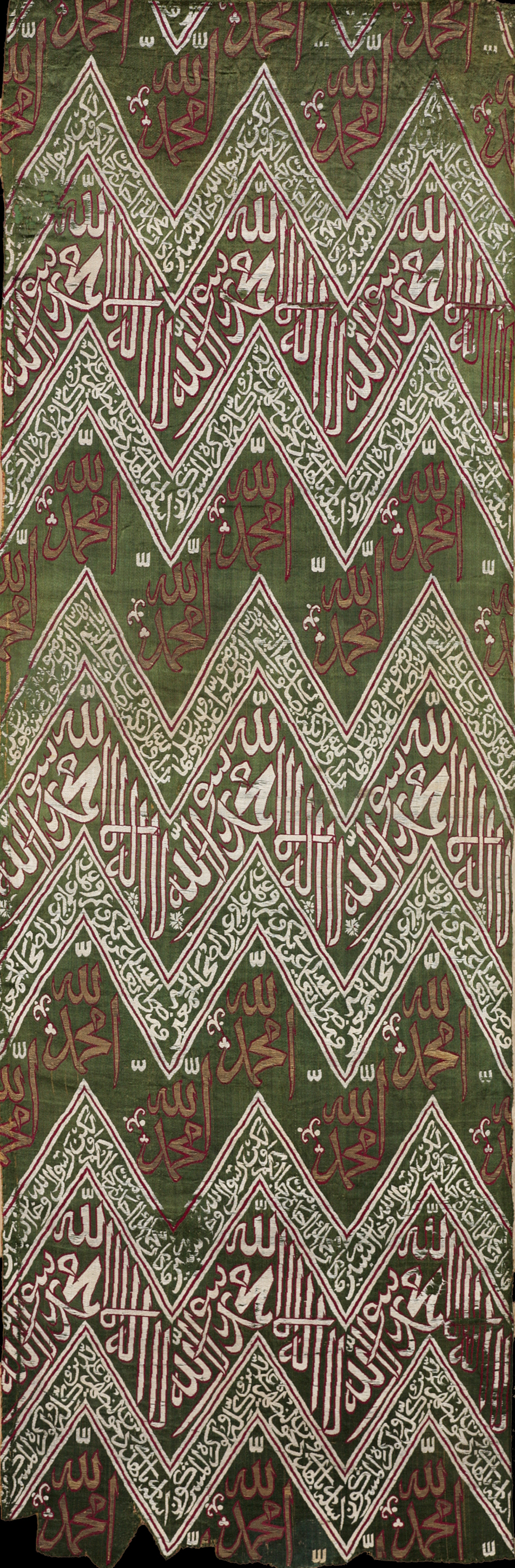
Détail d’un rideau du tombeau du Prophète. Fin du XVIIe ou début du XVIIIe siècle.
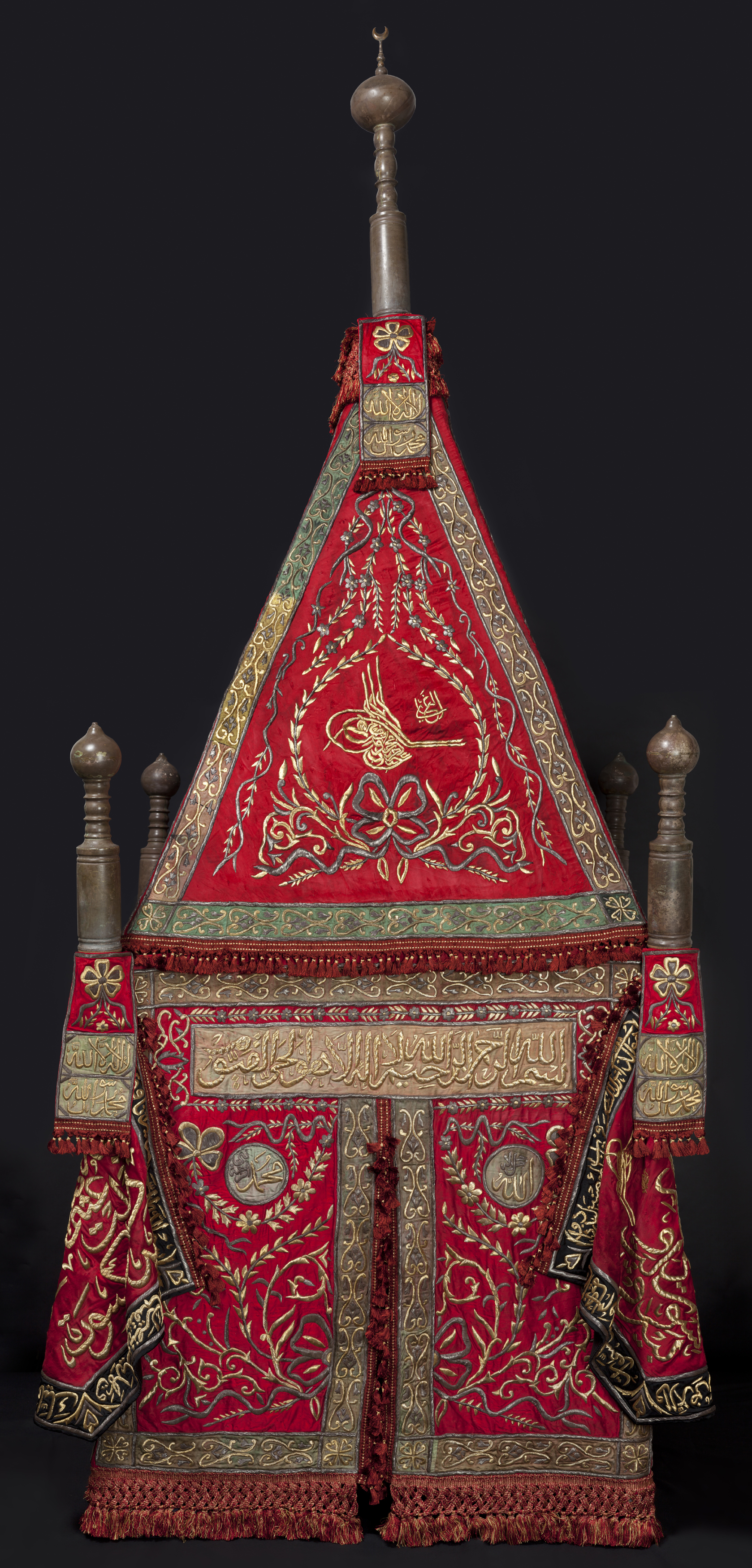
Housse de mahmal et bannières en soie rouge. Le Caire, 1867–1876.
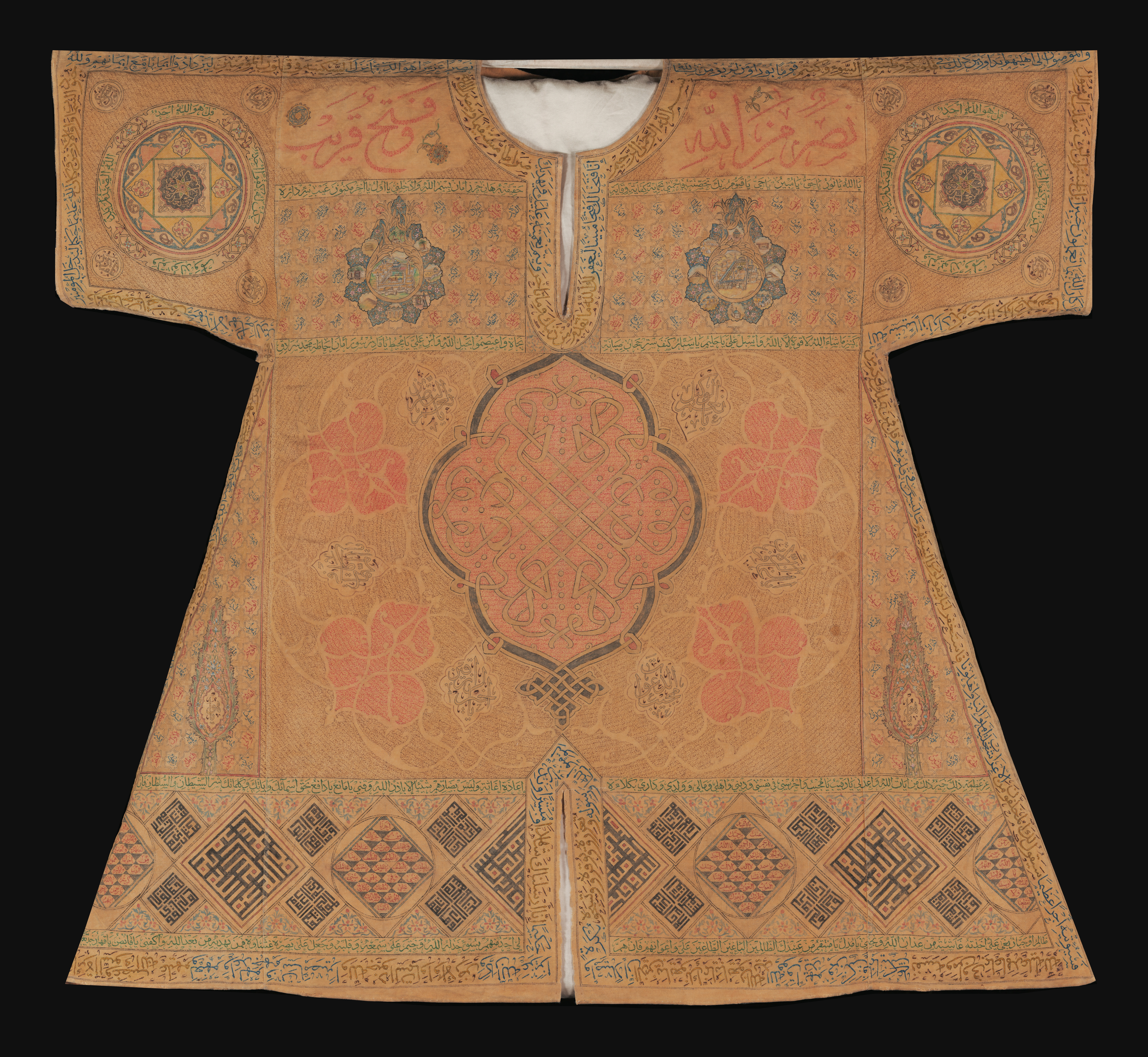
Chemise talismanique portant des versets coraniques, les Asma al-Husna (beaux noms de Dieu) et des prières, accompagnés de représentations des deux sanctuaires sacrés. Turquie, XVIIIe siècle.
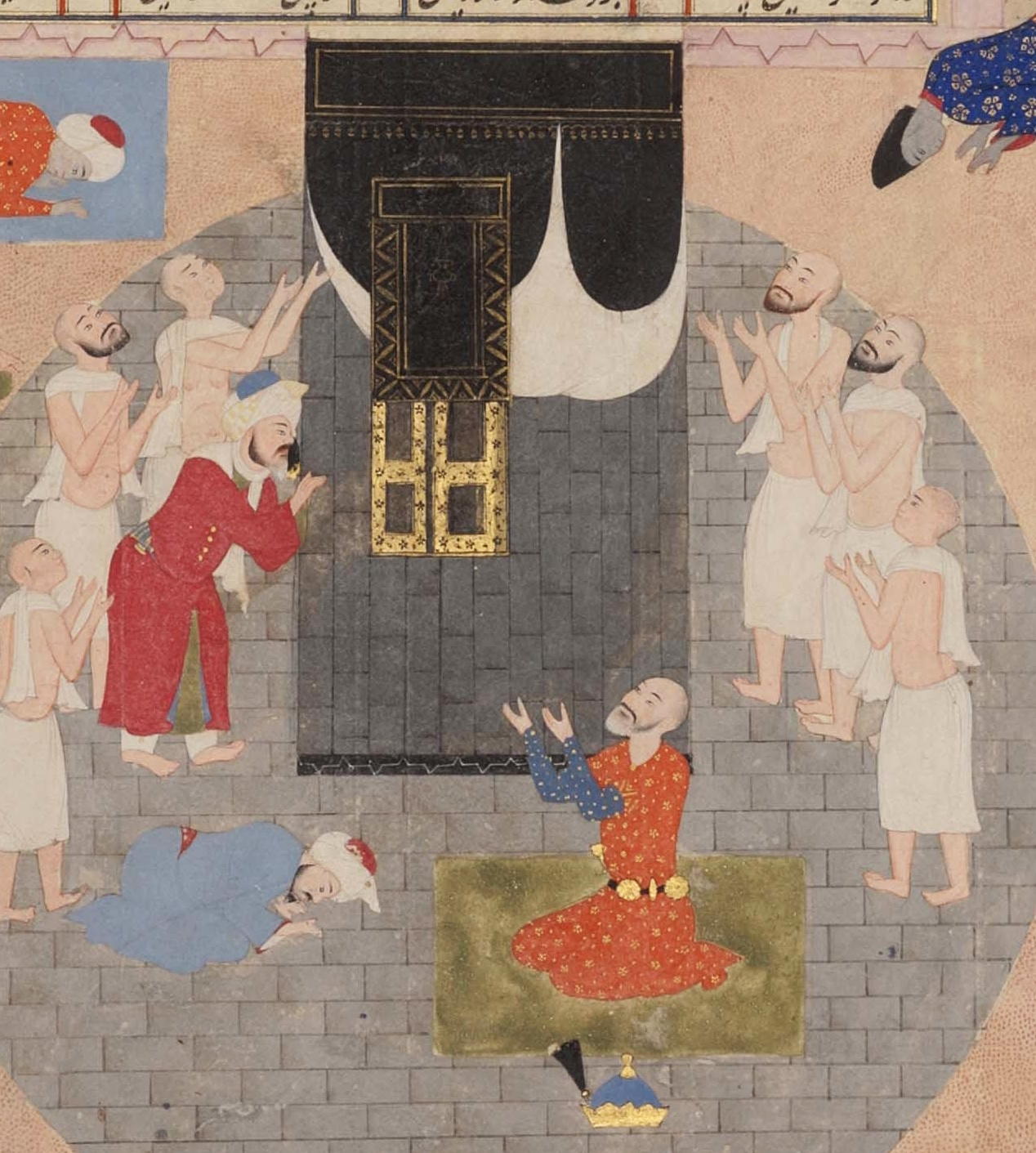
Folio d’un exemplaire du Shâhnâmeh de Ferdowsi représentant Alexandre visitant la Kaaba. Chiraz, Iran, milieu du XVIe siècle.
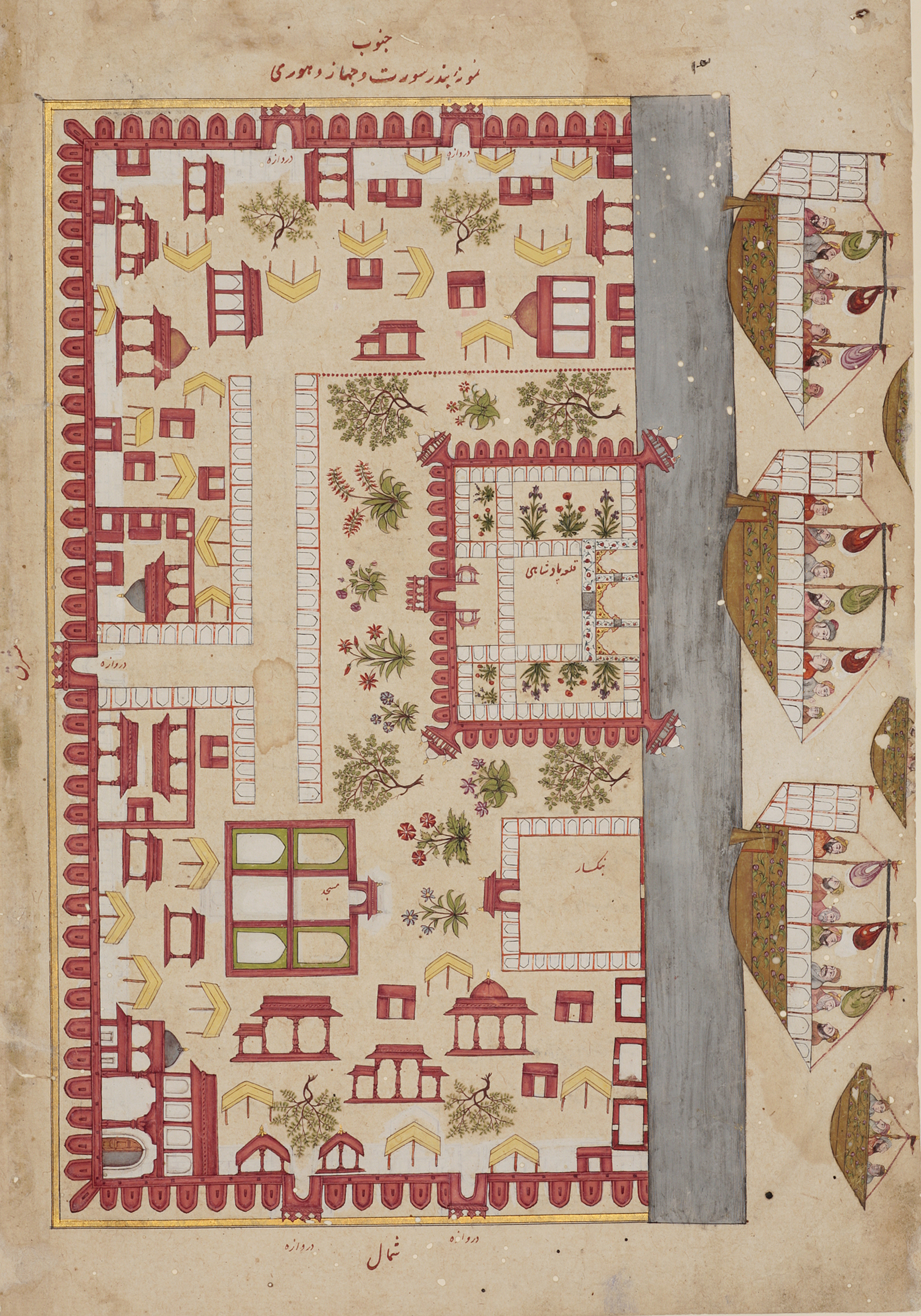
Folio de Anis Al-Hujjaj (en) représentant un plan du port de Surat. Probablement Gujarat, vers 1677–1680.
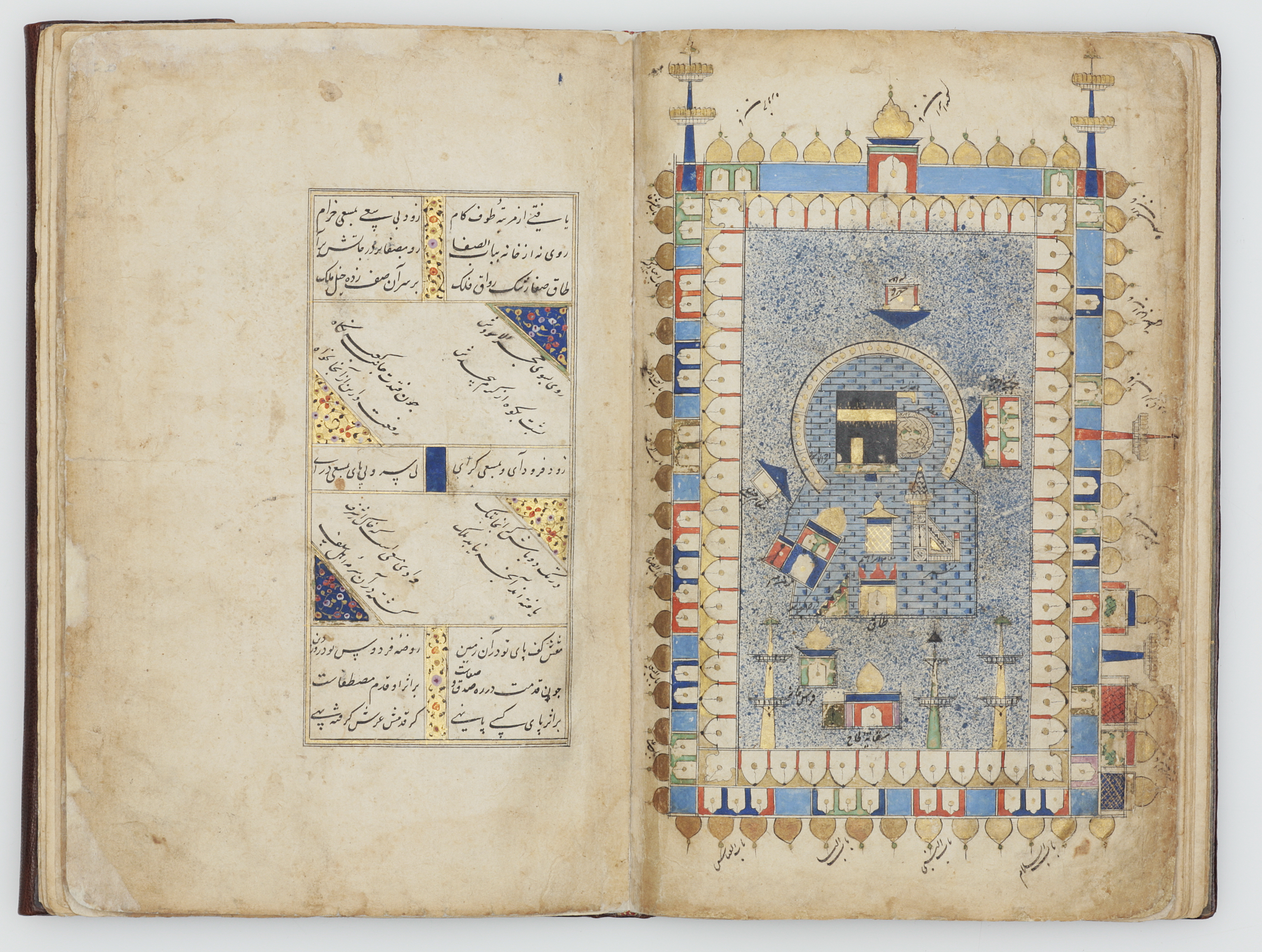
La Grande Mosquée représentée dans le Futuh al-Haramayn, 1582.
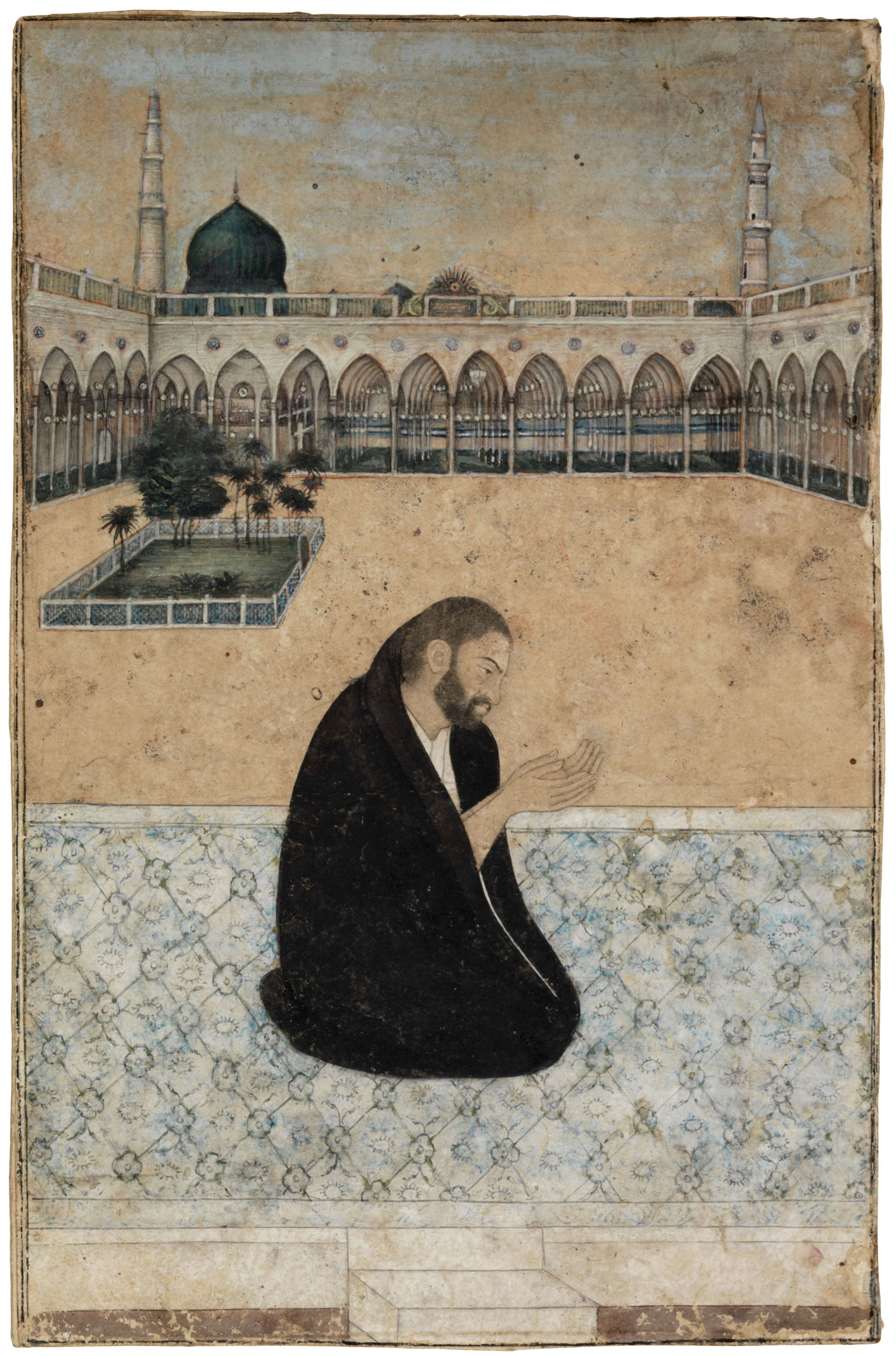
Le saint soufi Mian Mir en prière à Médine. Inde, XVIIIe siècle.
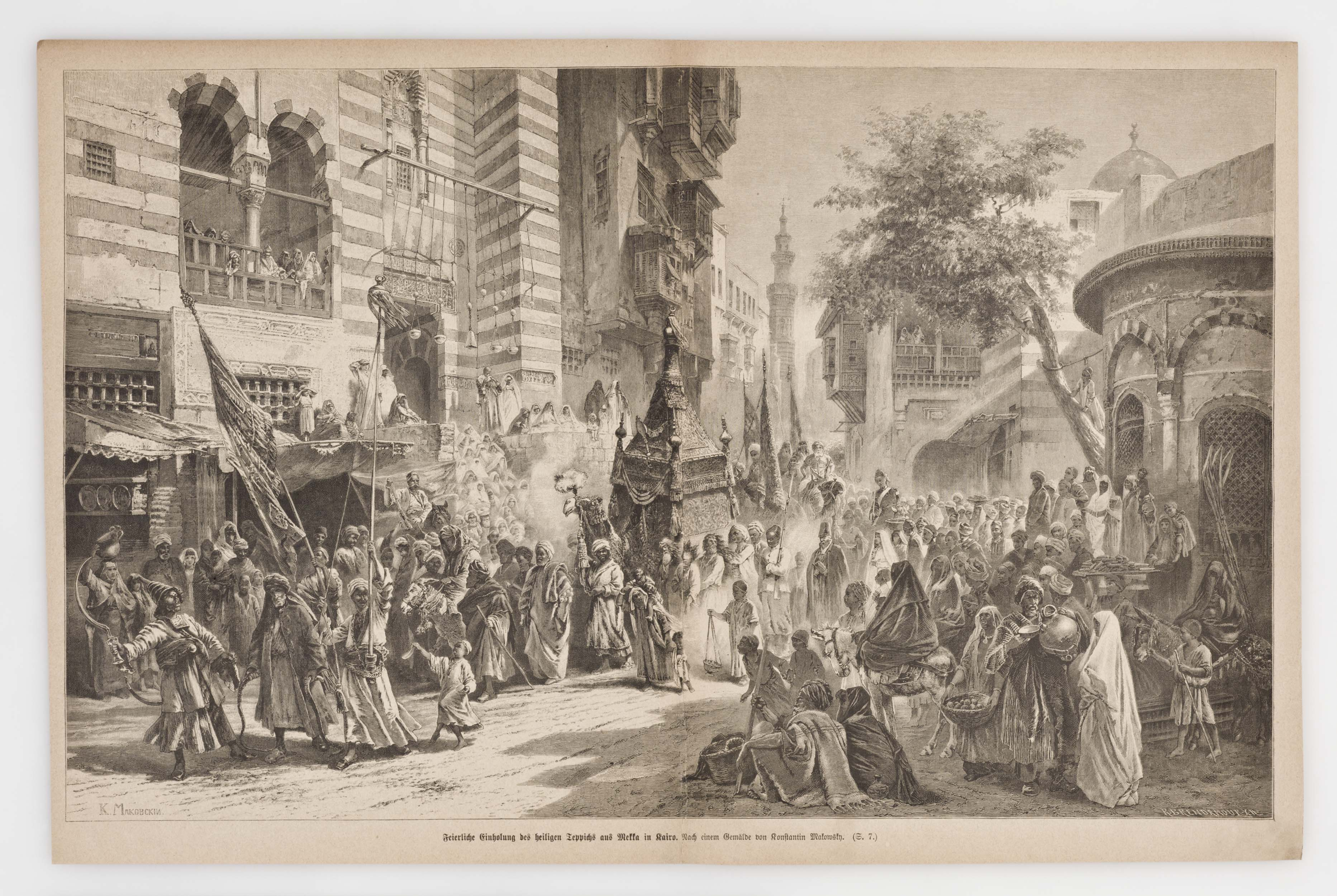
Le retour du mahmal (en) de La Mecque au Caire, Gravure sur bois, Konstantin Makovsky, Allemagne, 1893.
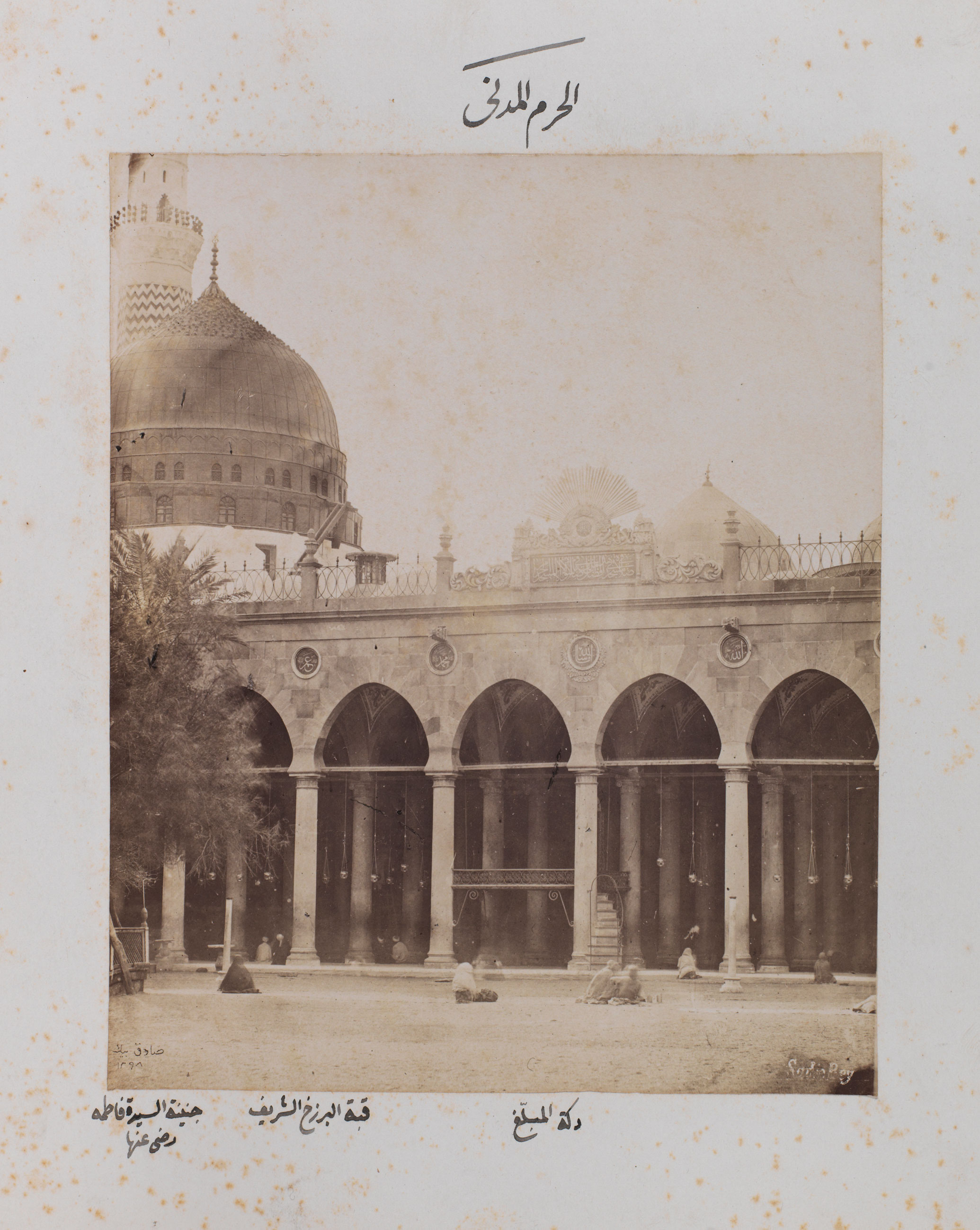
Le sanctuaire de Médine photographié par Muhammad Sadiq, 1880.
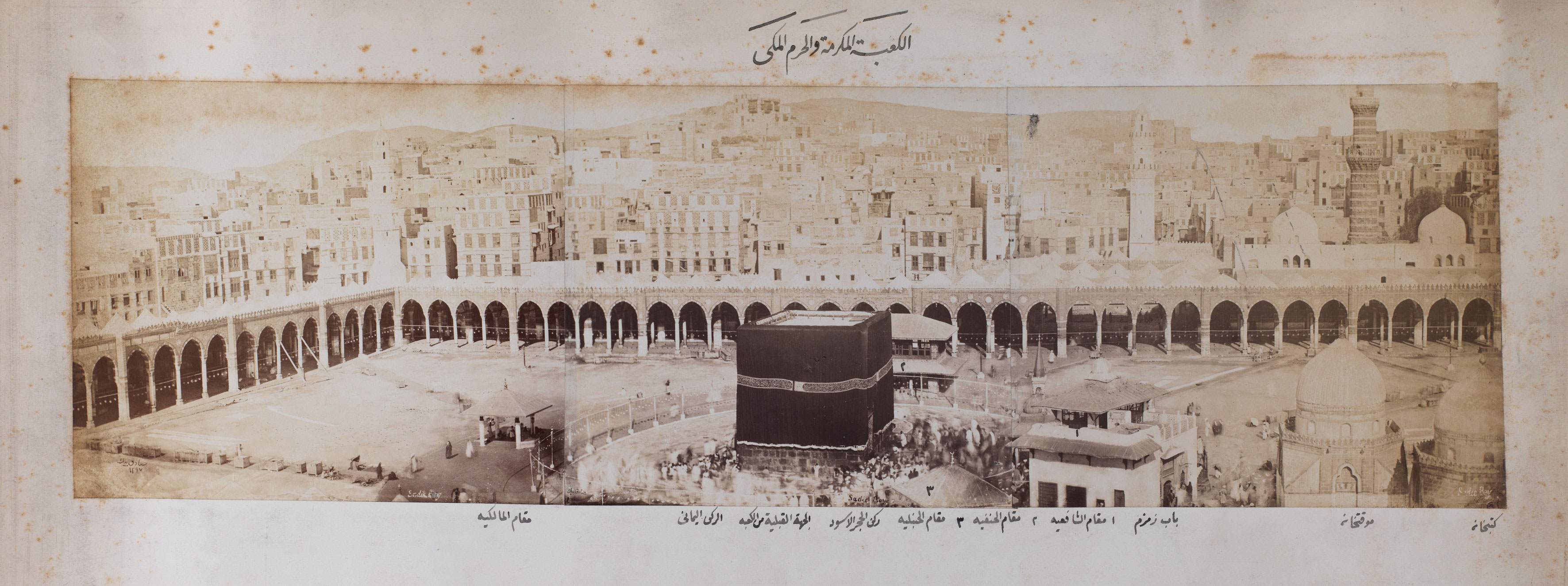
Panorama de la Kaaba et du sanctuaire de La Mecque par Muhammad Sadiq, 1880.
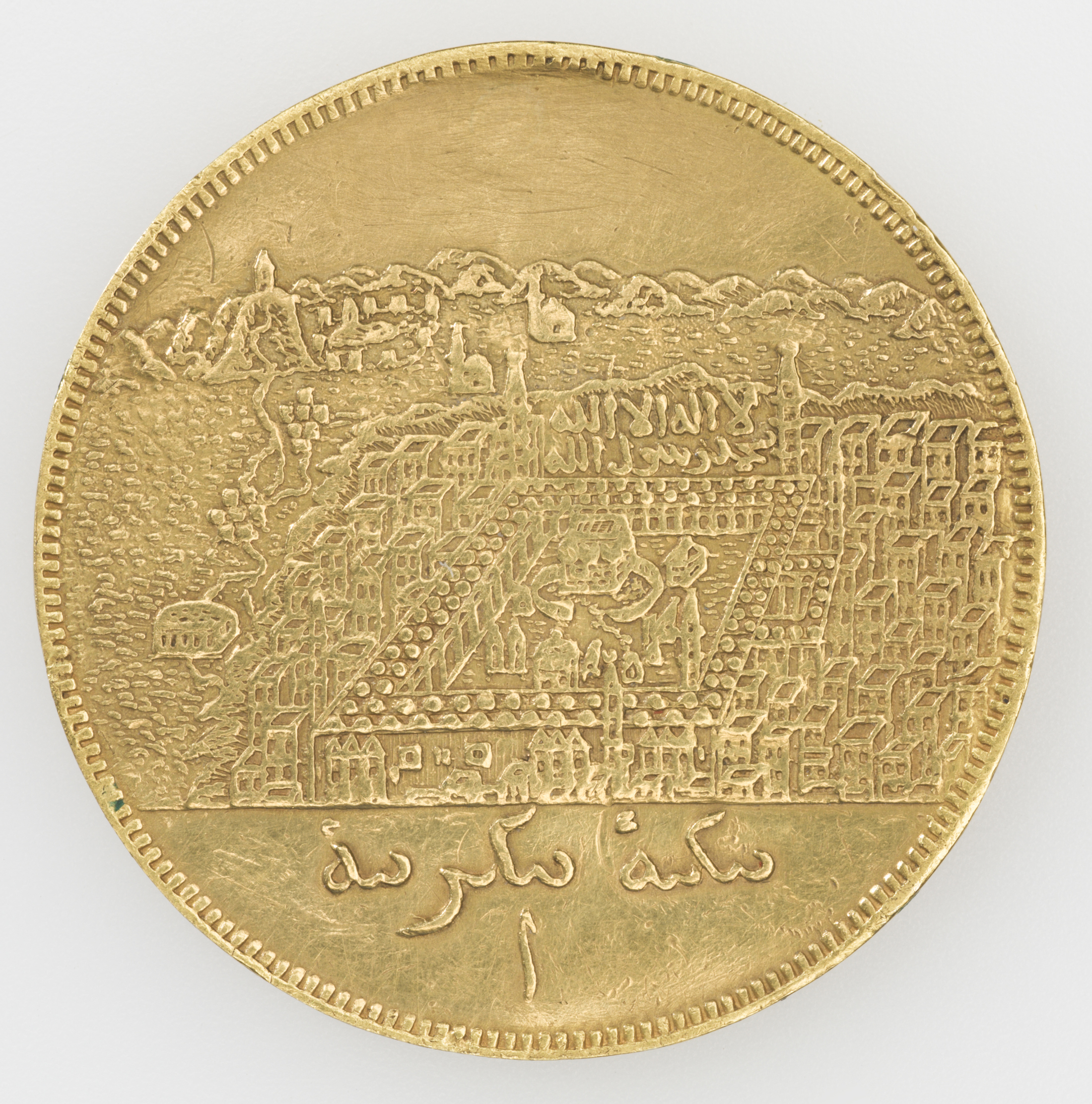
Médaillon représentant des vues de La Mecque et de Médine, frappé vers 1845, Turquie ou Hedjaz.
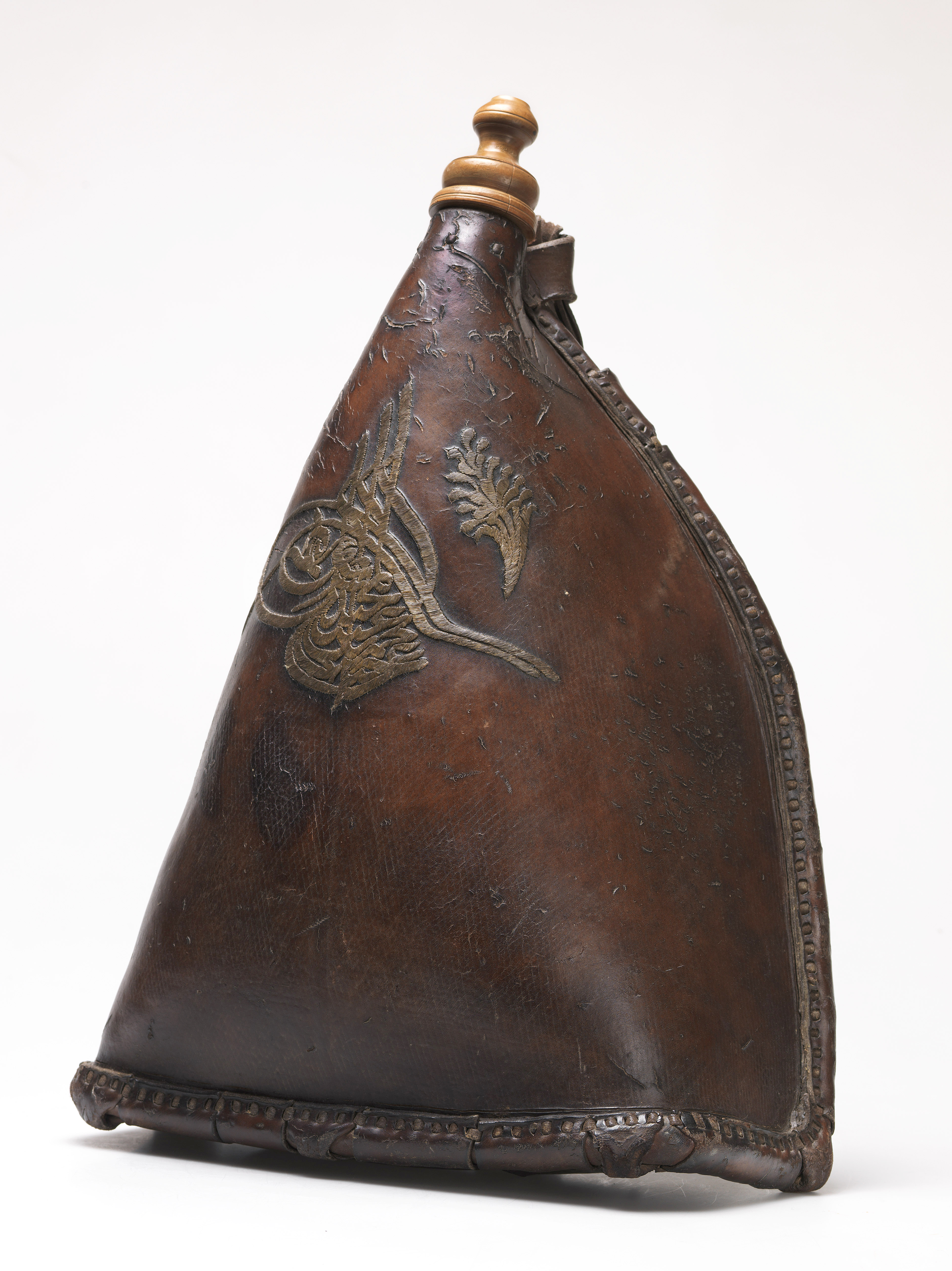
Gourde impériale de pèlerin, Turquie, XIXe siècle.
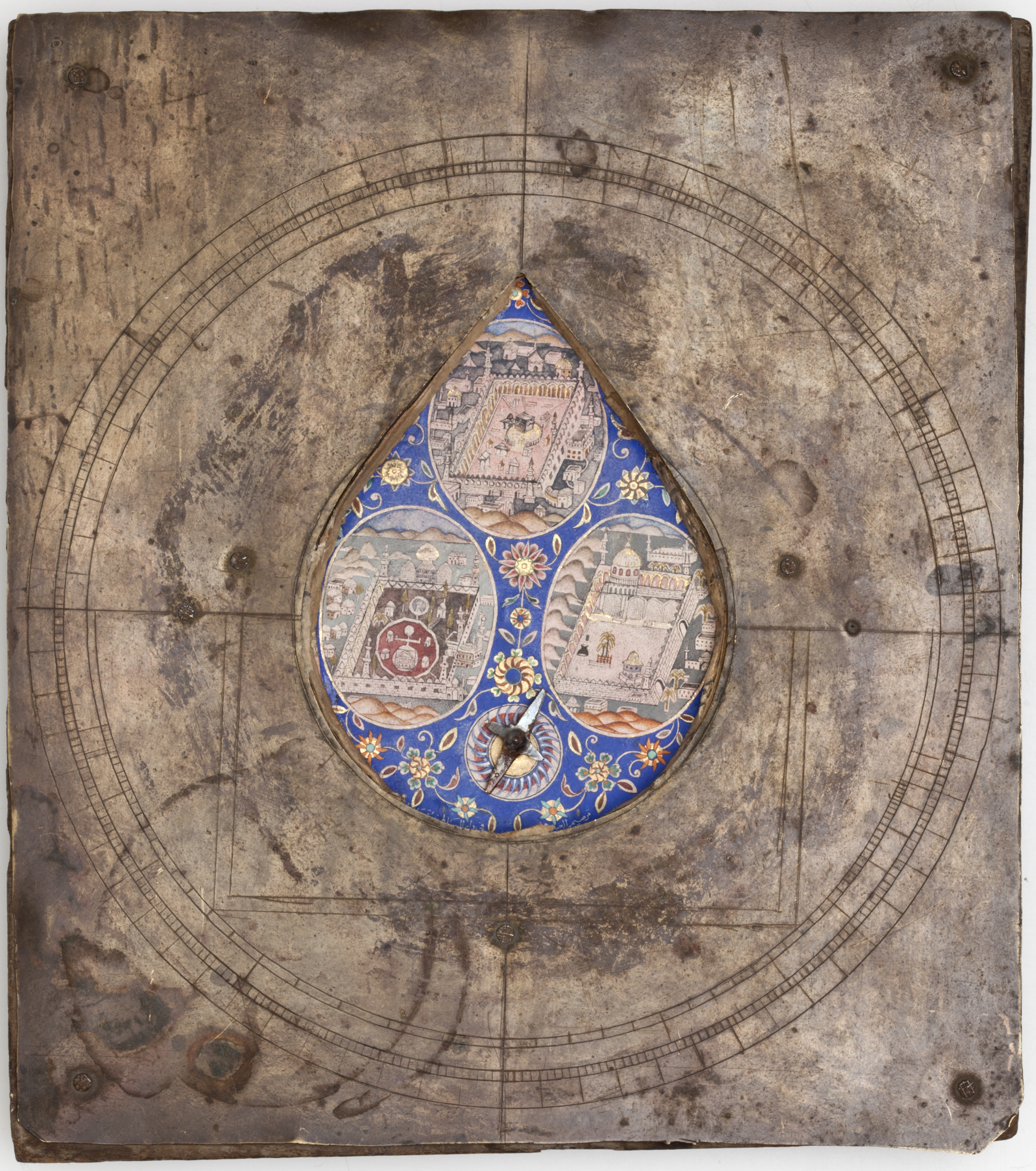
Boussole de qibla, Istanbul, XVIIIe – début du XIXe siècle.
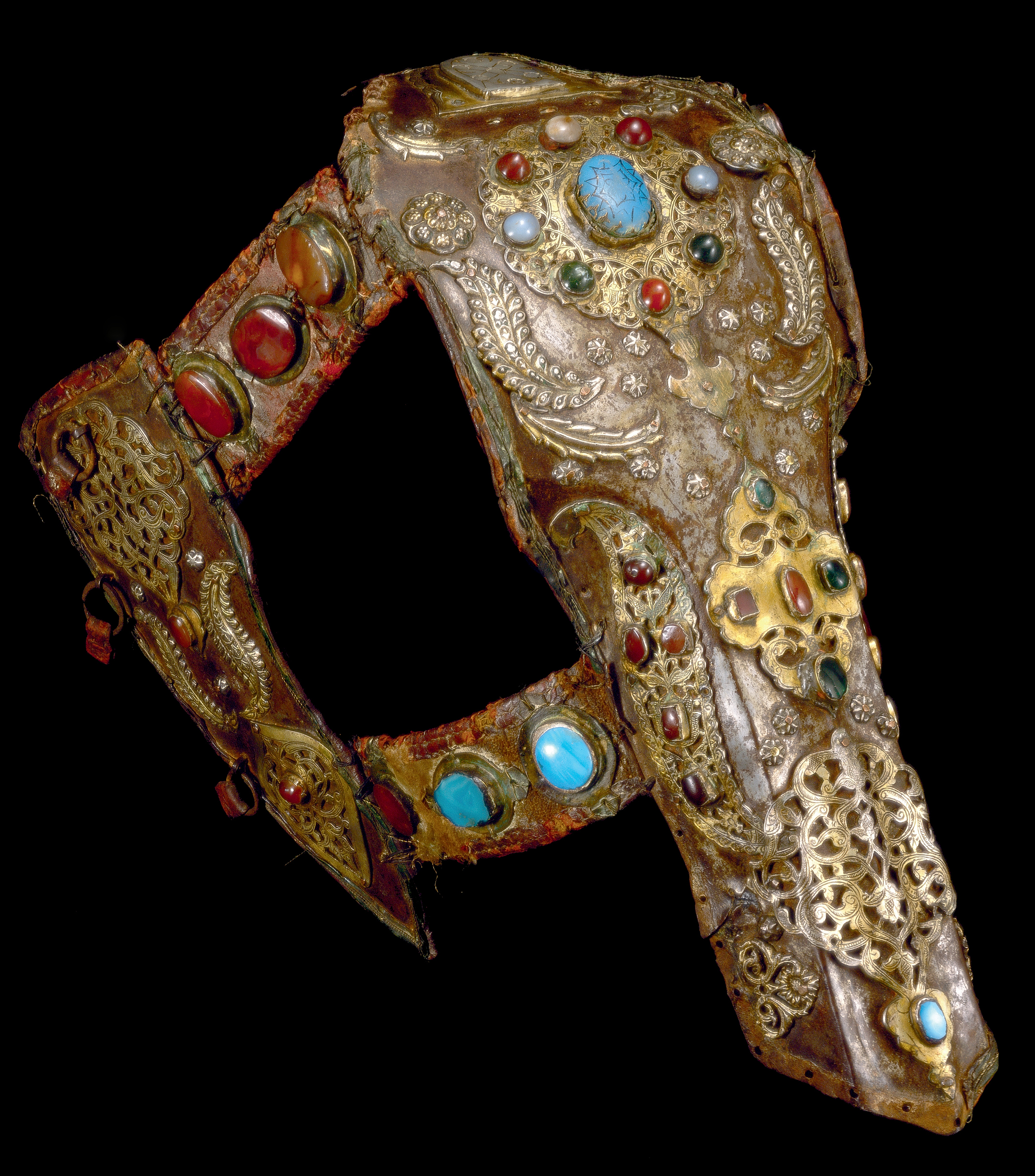
Chamfron (protection faciale pour cheval) avec protège-joues. Turquie ottomane ou Égypte, XVIIIe siècle.
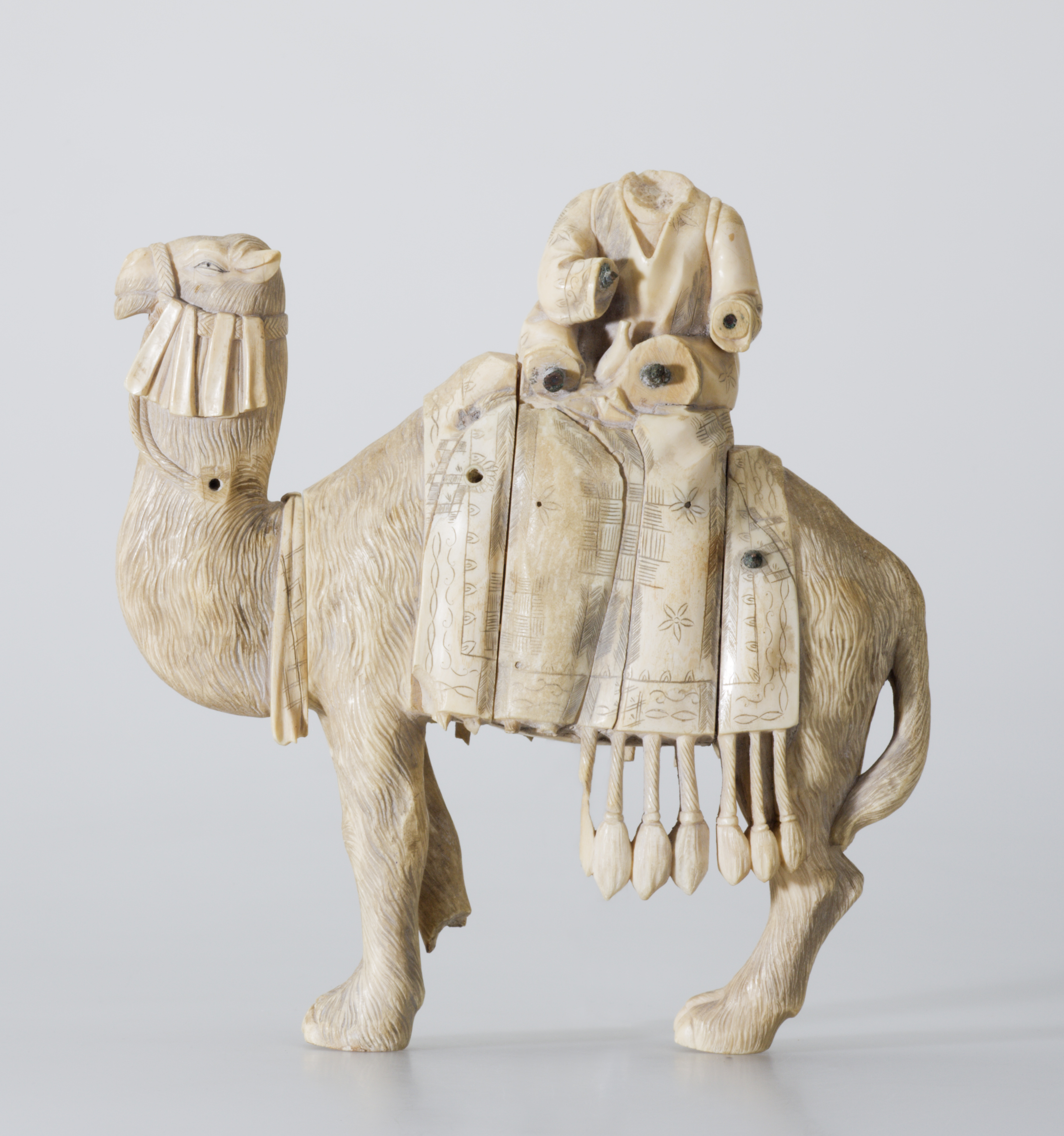
Statuette d’un chameau et de son cavalier, Moyen-Orient, VIIIe–IXe siècle.